# Estación De Brouckère

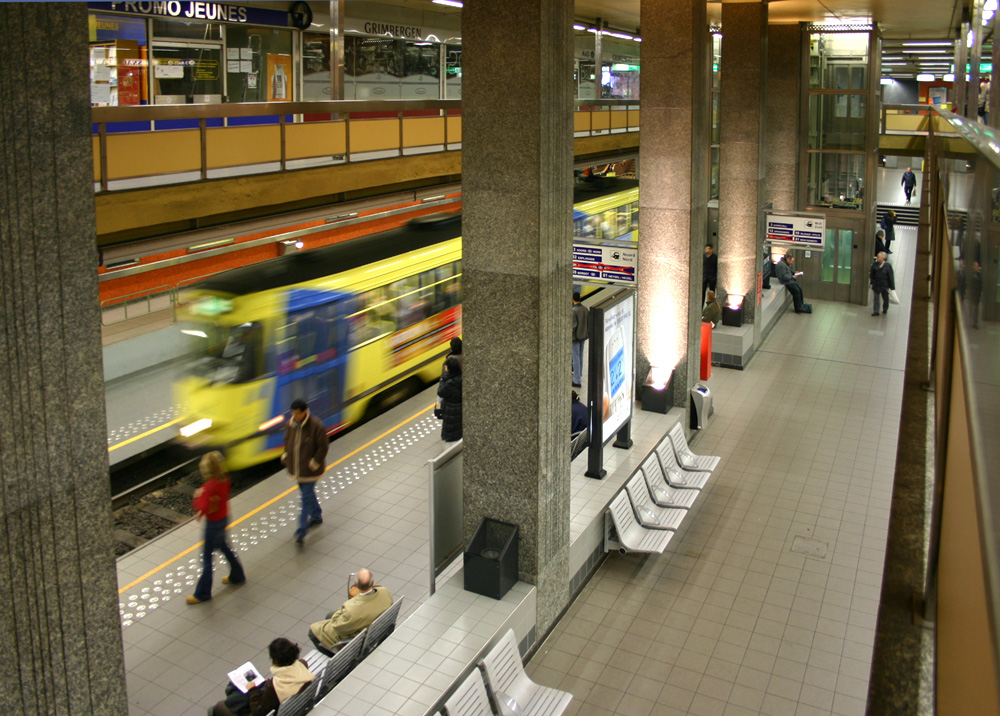
Un tranvía llegando a la estación de premetro.

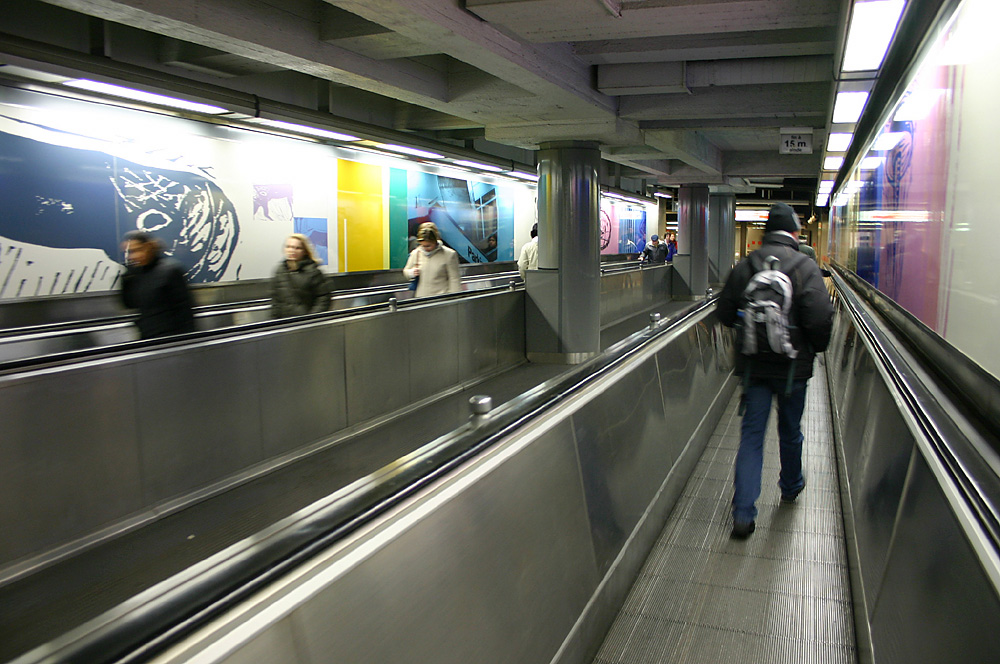
El pasillo mecánico que conecta las estaciones de metro y premetro.

La estación De Brouckère es una estación del sistema de metro de Bruselas, dando servicio a las líneas 1 y 5, anteriormente conocidas como 1B y 1A respectivamente; al igual que una estación de premetro y tranvía, dando servicio a las líneas 3 y 4.

## Historia
La estación fue inaugurada el 17 de diciembre de 1969 como estación de premetro, siendo parte de la primera línea férrea subterránea de toda Bélgica, Que entonces transcurría entre De Brouckère y Schuman. En 1976, este premetro fue convertido en un metro convencional que posteriormente se separaría en dos líneas distintas en 1982: líneas 1A y 1B, pasando ambas por De Brouckère. El 4 de abril de 2009, el funcionamiento del metro fue reestructurado, y las anteriores líneas fueron renombradas como 1 y 5.
Desde 1976, De Brouckère también da servicio al Eje Norte-Sur, Que es parte del sistema de premetro. Son las líneas 3 y 4 las que dan el servicio en este eje.

## Área
La estación adquirió el nombre por el barrio en el que se encuentra, que a su vez fue nombrado por el antiguo alcalde de Bruselas Charles de Brouckère. La estación se encuentra cerca del famoso hotel, el cine De Brouckère, el Teatro Real de la Moneda y un extremo de la Rue Neuve / Nieuwstraat. El complejo también se encuentra conectado a las galerías comerciales subterráneas que hay entre la Place de la Monnaie / Muntplein y el Boulevard Anspachlaan.

## Estación
La estación de premetro, localizada bajo la Place De Brouckèreplein, está conectada a la estación de metro mediante un pasillo mecánico. La estación de metro se encuentra bajo la Rue de l'Évêque / Bisschopstraat y fue renovada hacia 2005.
La estación de metro, servida por las líneas 1 y 5, es conocida por tener uno de los huecos más anchos entre el convoy y el andén, pues esta estación está curvada para seguir la alineación entre Bruxelles-Central / Brussel-Centraal y Saint-Catherine/Sint-Katelijne. Por motivos de seguridad, los bordes curvados del andén están equipados con luces parpadeantes para advertir los pasajeros de este obstáculo.